# Nilda Fernández
Pour les articles homonymes, voir Fernández.
Daniel Fernández, dit Nilda Fernández, est un auteur-compositeur-interprète franco-espagnol, né le 27 octobre 1951 à Barcelone,, et mort le 19 mai 2019 à Montpellier.
Il rencontre un succès populaire couronné d'une Victoire de la Musique au début des années 1990, avec notamment les chansons Nos fiançailles (Top 38 des ventes en 1991) et Mes yeux dans ton regard (Top 9 en 1992).

## Biographie
Daniel Fernandez naît à Barcelone le 27 octobre 1951 dans une famille andalouse et protestante qui arrive en France alors qu'il a six ans. Il poursuit ses études entre la France et l'Espagne. Un an maître auxiliaire d'espagnol, il chante ensuite dans de petites salles un peu partout. Auparavant, il avait fait des tournées et enregistré plusieurs vinyles avec un groupe chrétien évangélique, les Reflets, composé de quelques musiciens, dont sa sœur.
Il sort son premier album, enregistré en 1981 sous la direction artistique de Claude Dejacques, remporte un succès d'estime et révèle déjà une voix particulière. À la suite d'une incompatibilité avec la nouvelle équipe du label avec qui il a signé un contrat, il se retire pour vivre de ses tournées, mais aussi de différents métiers. Il enseigne l'espagnol pendant un an au lycée Thomas-Corneille de Barentin.
Il décide aussi de changer son prénom pour Nilda : « Je me suis aperçu que ce Daniel Fernandez, c’était comme une marque sur des disques, sur des affiches… ça me dérangeait car je n’avais plus de solution de repli ».
En 1987, il enregistre à l'Hacienda (Tarare), plusieurs chansons dont Madrid, Madrid, qui sera publiée en single, reprise plus tard par Miguel Bosé et parviendra au grand public. Mais c'est son album, toujours enregistré à l'Hacienda et publié en 1991, qui lui apporte la célébrité avec le succès des chansons Nos fiançailles qu'il co-écrit avec son frère J. Manuel, et surtout Mes yeux dans ton regard. Nommé cinq fois aux Victoires de la musique, il est élu « meilleur espoir masculin ». La même année, l'album reçoit aussi le grand prix de l'académie Charles-Cros. En 1993, les chansons de son nouvel album sont bien accueillies et Sinfanaï retu, écrit dans une langue imaginaire, devient le générique d'un célèbre talk-show de télévision, Durand la Nuit.
En 1994, il part pour une série de récitals en Argentine, où il chante en duo avec Mercedes Sosa une de ses chansons, Mon Amour. Entre-temps paraît son premier roman, Ça repart pour un soliloque. En 1996, il s'installe à New York pendant plusieurs mois et fait la connaissance de Michel Camilo, pianiste dominicain de latino jazz, avec qui il enregistre l'album Innu Nikamu.
En 1998, pour présenter l'album, il fait une tournée en roulotte qui le mène de Barcelone à Lyon puis Paris. Plus de mille kilomètres parcourus « sur l'itinéraire de sa propre existence ». Il participe ensuite à l'album de Sam Mangwana.
En 1998, Castelar 704 met en musique treize poèmes de Federico García Lorca, qu'il enregistre à Paris, Madrid, Buenos Aires et New York avec des musiciens prestigieux comme Tomatito (guitare flamenca), Lucho González (es) (guitare sud-américaine) et Mino Cinelu (percussions).

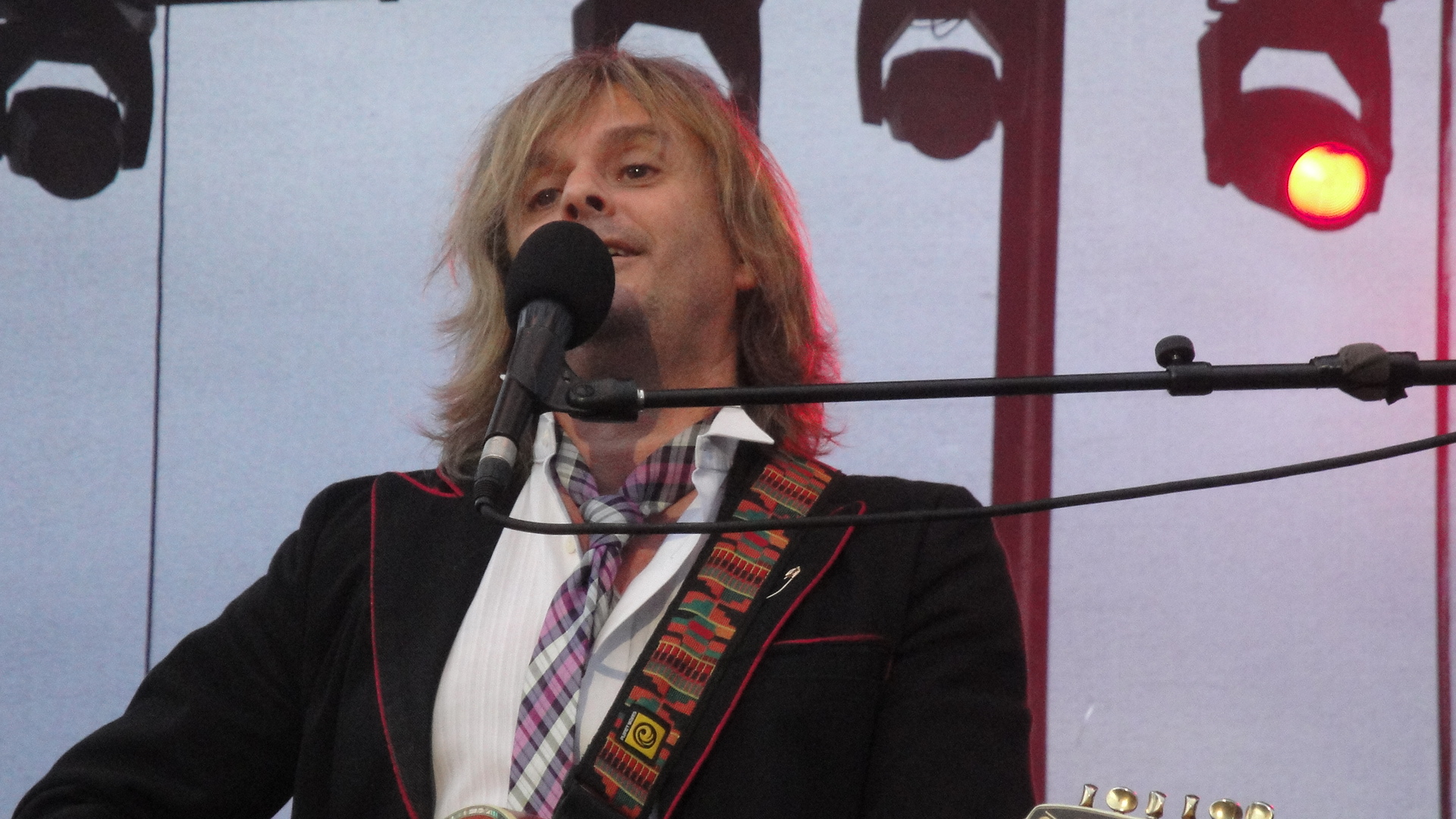
Nilda Fernández à Tours en 2010.

En 1999, dans l'album Mes hommages, il reprend quinze chansons françaises des années 1960-1970 : il reprend entre autres : Léo Ferré, Barbara, Claude François, Michel Polnareff, Jane Birkin, Dick Annegarn, etc.
En 2001, après la publication d'un Best of et d'un coffret de trois albums, Collection privée, contenant de nombreux inédits, Nilda Fernández part pour la Russie : « Je suis arrivé en Russie en touriste, le premier jour c’était le baptême à la vodka et le deuxième jour j’avais un rendez-vous avec Boris Moïsseïev, un chanteur célèbre russe. Il me dit qu’il veut faire de moi une star en Russie,. »
Le pari est gagnant, Fernandez et Moïsseïev produisant deux tubes qui sont restés dans les mémoires en Russie et, pendant les cinq années suivantes, Nilda Fernández disparaît de la scène française, à l'exception de quelques passages éclair et d'un duo avec le groupe Dorval. En 2006, il reprend ses concerts en France tout en passant par Cuba, où il crée un spectacle circassien et musical appelé Les Nouvelles du Monde. En mars 2007, sortie de son deuxième livre, Les Chants du monde, carnet de notes. Cette même année est diffusé l'album Bestov vol. 2, avec trois chansons interprétées en russe.
Nilda Fernandez participe en 2009 à l'opéra-rock Anne de Bretagne, du Nantais Alan Simon. Aux côtés de Tri Yann, Fairport Convention, il interprète le personnage de Fernando, roi d'Aragon,.
En 2010, il revient en France avec son nouvel album Ti Amo, enregistré à Gênes, en Italie. En 2018, il chante sur scène García Lorca, accompagné de deux guitaristes. Il donne sa dernière interview le 26 mars 2019 à Pierre-Philippe Cadert dans l'émission Vertigo de la RTS, à l'occasion de son concert à Onex, en Suisse.
Le 19 mai 2019, Nilda Fernandez meurt dans le sud de la France des suites d'une insuffisance cardiaque, à l'âge de 67 ans,. Il est inhumé au cimetière de Bize-Minervois (Aude). Il laisse plusieurs enfants issus de différentes unions.

## Discographie
- 1981 : Le Bonheur comptant (sous le nom de Daniel Fernández)
- 1987 : Madrid Madrid
- 1991 : Nilda Fernández
- 1992 : 500 Años (version espagnole de l'album de 1991)
- 1993 : Nilda Fernández
- 1993 : Compiègne, live
- 1995 : Los Días aquellos (version espagnole de l'album de 1993)
- 1997 : Innu Nikamu
- 1998 : Niña Bonita (version espagnole de Innu Nikamu)
- 1999 : Castelar 704
- 1999 : Mes hommages
- 2000 : Best of
- 2000 : Collection privée, coffret 3 CD
- 2007 : Best of vol. 2
- 2010 : Ti amo
- 2013 : Basta Ya
- 2015 :  Bootlegger (CD/DVD live, illustré par Jacques Loustal)

## Distinctions
- 1991 : Grand prix de l'académie Charles-Cros.
- 1992 : Victoire de la musique du meilleur espoir masculin.

## Hommages
Depuis octobre 2024, il existe une place Nilda-Fernández dans le 18e arrondissement de Paris.

## Publications
- Ça repart pour un soliloque, Stock, 1995 ; rééd. édition Zanpano 2013
- Les Chants du monde, carnet de notes (préface), Presses de la Renaissance, 2007
- Sinfanaï retu (conte), illustré par Hélène Ross, Revutsky 2013
- Contes de mes 1 001 vies, Archipel, 2017
- Papa, Maman, Staline et moi (théâtre), préface, traduction, interview, édition Zanpano, 2019